# آرثر ولز
آرثر ولز (1909 - 1988)  (بالإنجليزية: Arthur Wells)‏ هو لاعب كريكت بريطاني (وحمل سابقاً جنسية المملكة المتحدة لبريطانيا العظمى وأيرلندا).